# Diocesi di Maiorca

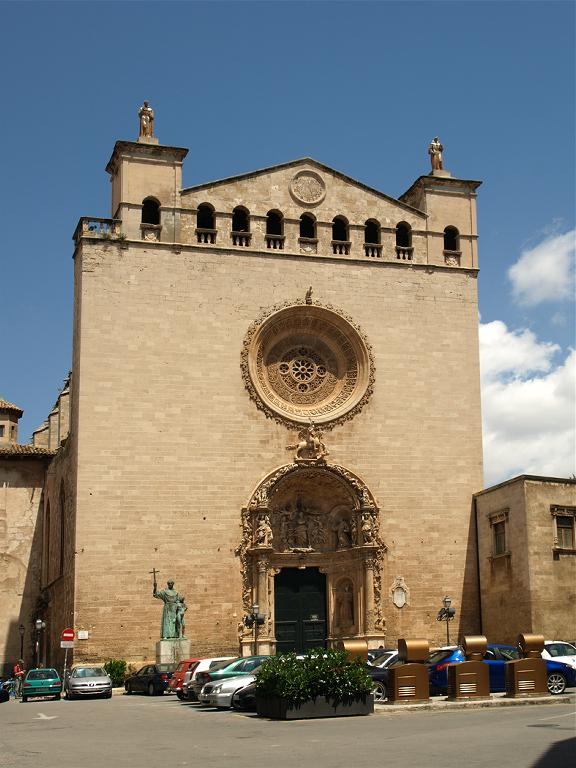
La chiesa del convento di San Francesco a Palma di Maiorca, costruita a partire dal 1281 e dichiarata basilica minore nel 1943.

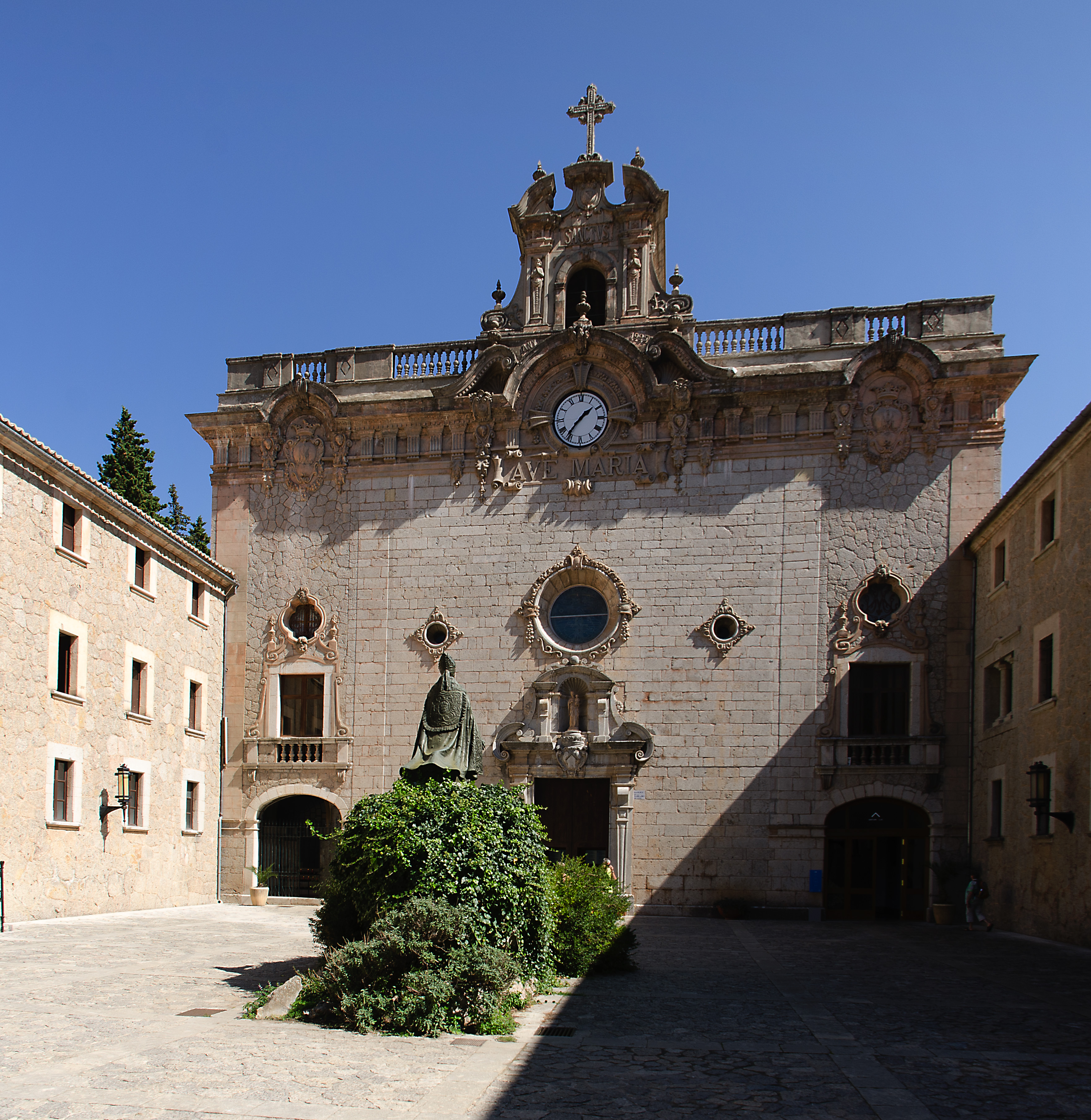
Il santuario della Mare de Déu o Santa María de Lluc, principale santuario mariano delle Baleari.

La diocesi di Maiorca (in latino Dioecesis Maioricensis) è una sede della Chiesa cattolica in Spagna suffraganea dell'arcidiocesi di Valencia. Nel 2021 contava 711.280 battezzati su 912.171 abitanti. È retta dal vescovo Sebastià Taltavull Anglada.

## Territorio
La diocesi comprende le isole di Maiorca e di Cabrera e altri isolotti adiacenti, situate nel mar Mediterraneo e appartenenti alla comunità autonoma spagnola delle Baleari.
Sede vescovile è la città di Palma di Maiorca, dove si trova la cattedrale di Santa Maria. In diocesi sorgono tre basiliche minori: la basilica della Madre di Dio a Lluc, e, a Palma di Maiorca, la basilica di San Francesco e la basilica di San Michele.
Il territorio si estende su 3.689 km² ed è suddiviso in 150 parrocchie, raggruppate in 11 arcipresbiterati: Palma 1, Palma 2, Palma 3, Palma 4, Es Pla, Levante, Lluc-Raiguer, Migjorn, Miramar-Vall de Sóller, Nord e Ponente.

## Storia
Sono ignote le origini del cristianesimo a Maiorca, e in genere in tutto l'arcipelago delle Baleari. Di certo le isole avevano già una loro organizzazione ecclesiastica nella seconda metà del V secolo, come documenta la Notitia provinciarum et civitatum Africae, che contiene la lista dei vescovi convocati a Cartagine dal re vandalo Unerico nel 484. Tra i vescovi della provincia civile insule Sardiniae figura il vescovo Helias de Maiorica; tuttavia non ci sono prove, come sostengono alcuni storici, che la diocesi dipendesse dalla provincia ecclesiastica dell'arcidiocesi di Cagliari. Scavi e ricerche archeologiche hanno portato alla luce resti di tre basiliche risalenti al periodo vandalico o a quello bizantino (VI secolo).
Con l'inizio dell'VIII secolo inizia un periodo di decadenza per le Baleari, che a causa della loro posizione strategica, furono disputate dagli Arabi, dai Carolingi e dai Normanni. Le continue incursioni posero fine alle strutture ecclesiastiche, anche se una comunità cristiana probabilmente sopravvisse, come sembra documentato da due privilegi di papa Formoso (circa 892) e di papa Romano (897), in cui le isole dell'arcipelago furono affidate alla giurisdizione dei vescovi di Gerona. Con il X secolo però si impose definitivamente la dominazione mussulmana e da questo momento poco o nulla si conosce della comunità cristiana di Maiorca.
Un documento arabo del 1058, sulla cui autenticità non c'è unanime certezza tra gli storici, attesta la concessione al vescovo di Barcellona Guislabert della giurisdizione spirituale sui cristiani delle isole Baleari. Questo e altri documenti servirono ai vescovi di Barcellona nel tentativo di farsi riconoscere la giurisdizione sulle isole, giurisdizione che non fu concessa, quando queste furono liberate dagli Arabi nel XIII secolo.
Maiorca fu conquistata il 31 dicembre 1229 e subito incominciò la cristianizzazione dell'isola. L'anno precedente il re d'Aragona aveva concesso ai vescovi di Barcellona, in forza dei presunti antichi privilegi, l'autorità sull'isola. La Santa Sede tuttavia procrastinò la decisione definitiva; nel 1235 papa Gregorio IX assegnò temporaneamente al prevosto di Tarragona l'amministrazione sulle comunità cristiane di Maiorca, e infine il 15 luglio 1237 affidò ai vescovi di Lerida e di Vic il compito di scegliere il vescovo di Maiorca e di consacrarlo. Primo vescovo della nuova sede fu Raimundo de Torrelles, la cui prima menzione risale al 12 ottobre 1238. La diocesi di Maiorca, con giurisdizione su tutto l'arcipelago delle Baleari, era posta dal papa immediatamente soggetta alla Santa Sede.
Il capitolo della cattedrale risale al 1244 e ottenne conferma da parte di papa Innocenzo IV il 5 aprile 1245. Lo stesso papa confermò l'immediatezza romana della diocesi nel 1248. Nel 1458 la diocesi di Maiorca entrò a far parte della nuova provincia ecclesiastica dell'arcidiocesi di Valencia.
Nel 1351 cedette le Isole Canarie a vantaggio dell'erezione della diocesi delle Isole Fortunate, che però ebbe breve durata; l'arcipelago fu costituito definitivamente in circoscrizione autonoma nel 1369 con l'erezione della diocesi di Telde e delle Isole Canarie.
Il 30 aprile 1782 cedette l'isola di Ibiza a vantaggio del ristabilimento della diocesi di Ibiza.
Il 23 luglio 1795 cedette l'isola di Minorca a vantaggio del ristabilimento della diocesi di Minorca.
Con il concordato del 1851 fra Spagna e Santa Sede la diocesi di Ibiza fu soppressa e il suo territorio formalmente aggregato a quello della diocesi di Maiorca. Tuttavia l'unione fra le due diocesi non fu mai interamente realizzata, sebbene il vescovo avesse il titolo di Maiorca e di Ibiza. Nel 1927 la sede di Ibiza fu ristabilita come amministrazione apostolica, elevata al rango di diocesi nel 1949.

## Cronotassi dei vescovi
Si omettono i periodi di sede vacante non superiori ai 2 anni o non storicamente accertati.
- Elías † (menzionato nel 484)
- Raimundo de Torrelles † (prima del 12 ottobre 1238 - 11 giugno 1266 deceduto)
- Pedro de Morella † (4 ottobre 1266 - 1282 deceduto)
- Ponce de Jardí † (23 marzo 1283 - 1303 ? deceduto)
- Guillermo de Vilanova † (15 marzo 1304 - circa 1318 deceduto)
- Ramón de Cortsaví, O.P. † (28 maggio 1318 - prima del 29 marzo 1321 deceduto)
- Guido de Terrena, O.Carm. † (15 aprile 1321 - 27 luglio 1332 nominato vescovo di Elne)
- Berenguer Batle † (27 luglio 1332 - 1º novembre 1349 deceduto)
- Antonio de Collell † (13 novembre 1349 - 3 marzo 1363 deceduto)
- Antonio de Galiana † (5 luglio 1363 - 9 aprile 1375 deceduto)
- Pedro Cima, O.F.M. † (7 agosto 1377 - 25 aprile 1390 deceduto)
- Luis de Pradés y de Arenós † (1390 - 17 agosto 1403 nominato vescovo di Tortosa)
  - Francisco Clemente Pérez Capera † (17 agosto 1403 - 20 giugno 1407 nominato vescovo di Tortosa) (vescovo eletto)
- Luis de Pradés y de Árenós † (20 giugno 1407 - 1429 deceduto) (per la seconda volta)
- Gil Sánchez de Muñoz † (26 agosto 1429 - 28 dicembre 1446 deceduto)
- Juan García de Aragón, O.P. † (4 febbraio 1447 - 20 luglio 1459 deceduto)
- Arnaldo de Marí y de Santacília † (21 ottobre 1460 - 13 aprile 1464 deceduto)
- Pedro de Santángel † (12 aprile 1465 - 22 novembre 1466 deceduto)
- Francisco Ferrer † (13 febbraio 1467 - prima del 17 giugno 1475 deceduto)
- Diego de Avellaneda † (31 luglio 1475 - 21 novembre 1488 deceduto)
- Rodrigo Borgia † (9 ottobre 1489 - 11 agosto 1492 eletto papa con il nome di Alessandro VI)
  - Giovanni Battista Savelli † (31 agosto 1492 - 1493 dimesso) (amministratore apostolico)
- Guillermo Ramón de Moncada † (27 marzo 1493 - 16 marzo 1496 nominato vescovo di Tarazona)
- Antonio de Rojas Manrique † (27 giugno 1496 - 22 dicembre 1507 nominato arcivescovo di Granada)
- Diego Ribera de Toledo † (22 dicembre 1507 - 29 ottobre 1511 nominato vescovo di Segovia)
- Rodrigo Sánchez Mercado † (29 ottobre 1511 - 12 gennaio 1530 nominato vescovo di Avila)
- Agostino Grimaldi † (29 marzo 1530 - 12 aprile 1532 deceduto)
- Giovanni Battista Campeggi † (25 settembre 1532 - 4 novembre 1558 dimesso)
- Diego Arnedo † (19 settembre 1561 - 17 ottobre 1572 nominato vescovo di Huesca)
  - Martín Martínez de Villar † (17 ottobre 1572 - 3 marzo 1573 nominato vescovo di Barcellona) (vescovo eletto)
- Juan Vich Manrique de Lara † (31 luglio 1573 - 10 maggio 1604 nominato arcivescovo di Tarragona)
- Alfonso Laso Sedeño † (1º dicembre 1604 - 21 agosto 1607 deceduto)
- Simón Bauzá, O.P. † (7 gennaio 1608 - 5 dicembre 1623 deceduto)
  - Félix de Guzmán † (21 maggio 1625 - prima del 15 settembre 1625 deceduto) (vescovo eletto)
- Baltasar Borja † (15 settembre 1625 - 11 luglio 1630 deceduto)
- Juan de Santander, O.F.M. † (10 febbraio 1631 - 24 gennaio 1644 deceduto)
- Tomás Rocamora, O.P. † (14 novembre 1644 - 15 novembre 1653 deceduto)
- Miguel Pérez de Nueros † (14 maggio 1655 - 12 febbraio 1656 deceduto)
- Diego de Escolano y Ledesma † (26 giugno 1656 - 19 luglio 1660 nominato vescovo di Tarazona)
- Pere Ferran Manjarrés de Heredia † (6 dicembre 1660 - 26 dicembre 1670 deceduto)
- Bernat Cotoner † (28 settembre 1671 - 18 gennaio 1684 deceduto)
- Pedro de Alagó y de Cardona † (2 ottobre 1684 - 3 maggio 1701 deceduto)
- Francisco Antonio de la Portilla, O.F.M. † (12 maggio 1702 - 7 giugno 1711 deceduto)
- Atanasio Esterriga Trajanáuregui † (1º giugno 1712 - 5 luglio 1721 deceduto)
- Juan Fernández Zapata † (1º giugno 1722 - 3 agosto 1729 nominato vescovo di León)
- Benito Panelles Escardó, O.S.B. † (24 luglio 1730 - 26 novembre 1743 deceduto)
- José Cepeda † (13 luglio 1744 - 17 gennaio 1750 deceduto)
- Lorenzo Despuig Cotoner † (27 aprile 1750 - 18 luglio 1763 nominato arcivescovo di Tarragona)
- Francisco Garrido de la Vega † (18 luglio 1763 - 30 marzo 1772 nominato vescovo di Cordova)
- Juan Díaz de La Guerra † (22 giugno 1772 - 23 giugno 1777 nominato vescovo di Sigüenza)
- Pedro Rubio-Benedicto Herrero † (30 marzo 1778 - 21 febbraio 1794 nominato vescovo di Jaén)
- Bernardo Nadal Crespí † (12 settembre 1794 - 12 dicembre 1818 deceduto)
- Pedro González Vallejo † (27 settembre 1819 - 25 giugno 1825 dimesso)
- Antonio Pérez Hirias † (27 giugno 1825 - 18 dicembre 1842 deceduto)
  - Sede vacante (1842-1847)
- Rafael Manso † (17 dicembre 1847 - 17 febbraio 1851 nominato vescovo di Zamora)
- Miguel Salvá Munar † (5 settembre 1851 - 4 novembre 1873 deceduto)
- Mateo Jaume Garau † (17 settembre 1875 - 19 febbraio 1886 deceduto)
- Jacinto María Cervera y Cervera † (10 giugno 1886 - 14 novembre 1897 deceduto)
- Pedro Juan Campins y Barceló † (4 maggio 1898 - 23 febbraio 1915 deceduto)
- Rigoberto Domenech y Valls † (5 maggio 1916 - 16 dicembre 1924 nominato arcivescovo di Saragozza)
- Gabriel Llompart y Jaume Santandreu † (30 aprile 1925 - 9 dicembre 1928 deceduto)
- José Miralles y Sbert † (13 marzo 1930 - 23 dicembre 1947 deceduto)
- Juan Hervás y Benet † (23 dicembre 1947 succeduto - 14 marzo 1955 nominato prelato di Ciudad Real[2])
- Jesús Enciso Viana † (30 maggio 1955 - 21 settembre 1964 deceduto)
- Rafael Álvarez Lara † (10 marzo 1965 - 13 aprile 1973 dimesso)
- Teodoro Ubeda Gramage † (13 aprile 1973 - 18 maggio 2003 deceduto)
- Jesús Murgui Soriano (27 dicembre 2003 - 27 luglio 2012 nominato vescovo di Orihuela-Alicante)
- Javier Salinas Viñals (16 novembre 2012 - 8 settembre 2016 nominato vescovo ausiliare di Valencia[3])
- Sebastià Taltavull Anglada, dal 19 settembre 2017[4]

## Statistiche
La diocesi nel 2021 su una popolazione di 912.171 persone contava 711.280 battezzati, corrispondenti al 78,0% del totale.
| anno | popolazione | popolazione | popolazione | presbiteri | presbiteri | presbiteri | presbiteri                | diaconi | religiosi | religiosi | parrocchie |
| anno | battezzati  | totale      | %           | numero     | secolari   | regolari   | battezzati per presbitero | diaconi | uomini    | donne     | parrocchie |
| ---- | ----------- | ----------- | ----------- | ---------- | ---------- | ---------- | ------------------------- | ------- | --------- | --------- | ---------- |
| 1950 | 327.119     | 327.119     | 100,0       | 544        | 386        | 158        | 601                       |         | 260       | 1.992     | 123        |
| 1969 | 420.997     | 422.250     | 99,7        | 641        | 463        | 178        | 656                       |         | 453       | 2.025     | 141        |
| 1980 | 495.000     | 527.000     | 93,9        | 513        | 366        | 147        | 964                       |         | 289       | 1.964     | 160        |
| 1990 | 495.000     | 551.000     | 89,8        | 439        | 310        | 129        | 1.127                     | 1       | 226       | 1.410     | 164        |
| 1999 | 540.000     | 618.457     | 87,3        | 414        | 291        | 123        | 1.304                     | 6       | 184       | 988       | 154        |
| 2000 | 572.294     | 637.510     | 89,8        | 411        | 294        | 117        | 1.392                     | 6       | 188       | 1.049     | 156        |
| 2001 | 588.543     | 658.043     | 89,4        | 398        | 285        | 113        | 1.478                     | 7       | 181       | 1.022     | 156        |
| 2002 | 557.122     | 702.122     | 79,3        | 403        | 272        | 131        | 1.382                     | 7       | 229       | 1.047     | 156        |
| 2003 | 569.526     | 730.778     | 77,9        | 396        | 273        | 123        | 1.438                     | 7       | 207       | 980       | 156        |
| 2004 | 594.860     | 753.584     | 78,9        | 389        | 271        | 118        | 1.529                     | 7       | 215       | 952       | 156        |
| 2013 | 673.000     | 876.147     | 76,8        | 310        | 212        | 98         | 2.170                     | 11      | 175       | 675       | 154        |
| 2016 | 670.000     | 859.289     | 78,0        | 300        | 195        | 105        | 2.233                     | 15      | 179       | 580       | 154        |
| 2019 | 686.260     | 880.113     | 78,0        | 269        | 173        | 96         | 2.551                     | 16      | 152       | 548       | 154        |
| 2021 | 711.280     | 912.171     | 78,0        | 246        | 156        | 90         | 2.891                     | 15      | 140       | 477       | 150        |